# Méteren

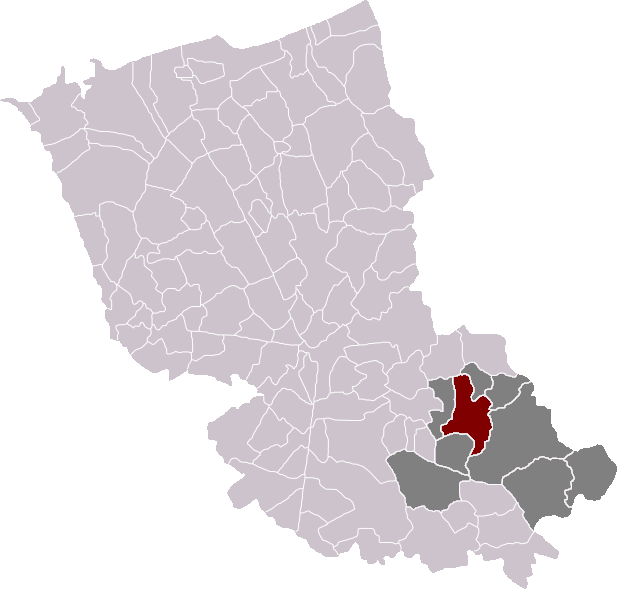
Localització de Méteren

Méteren  (en neerlandès Meteren) és un municipi francès, situat a la regió dels Alts de França, al departament del Nord, que forma part de la Westhoek. L'any 2006 tenia 2.155 habitants. Limita amb Bailleul, Berthen, Saint-Jans-Cappel, Strazeele, Merris, Flêtre i Godewaersvelde.

## Demografia
| 1962                                       | 1968  | 1975  | 1982  | 1990  | 1999  |
| ------------------------------------------ | ----- | ----- | ----- | ----- | ----- |
| 1.572                                      | 1.655 | 1.736 | 1.979 | 2.000 | 2.114 |
| Des de 1962: població sense dobles comptes |       |       |       |       |       |

## Administració
| Període   | Identitat         | Partit |
| --------- | ----------------- | ------ |
| 1945-1958 | Georges Herreman  |        |
| 1958-1983 | César Lauwerie    |        |
| 1983-1989 | Erick Dufour      |        |
| 1989-     | Béatrice Descamps | UMP    |